# Luis Castillo Araya
Luis Alberto Castillo Araya (Copiapó, 12 de enero de 1966) es un exfutbolista chileno, que jugaba de mediocampista o delantero.

## Trayectoria
Oriundo de Copiapó, comenzó a jugar al fútbol en las divisiones inferiores de Regional Atacama. Tras rendir la Prueba de Aptitud Académica, dejó el fútbol para dedicarse a estudiar la carrera de Técnico en Obras Civiles en la Universidad de Atacama. A los 24 años, tras gestiones del entrenador Manuel Soto, regresó a Regional Atacama, por entonces en la Primera B de Chile. Tras comenzar a alternar durante la temporada 1989, para 1990 ya era titular en el equipo albirrojo.
En la temporada 1993,el equipo atacameño clasificó a la Liguilla de Promoción de Chile, disputada en enero del año siguiente, donde debió enfrentar a Coquimbo Unido y Deportes Melipilla de la Primera división, y a Deportes Arica. Contra todo pronóstico, terminaron en el segundo puesto del minitorneo, logrando ascender a la Primera División 1994. En dicha temporada tuvo como compañeros a Wilson Contreras, Wilson Fre, Roberto Corro, David Elgueda, José Carlos Roldán, entre otros.
Luego de rematar en la 6° ubicación en el torneo de 1994, para el año siguiente firma por Huachipato, quien hacía su regreso a la división de honor del fútbol chileno. en el cuadro acerero jugó por 4 temporadas, logrando una gran dupla con el argentino-paraguayo Omar Gómez los primeros dos años. A fines de la temporada 1998, su contrato no fue renovado, poniendo fin a su paso por el equipo de Talcahuano.
Sus últimas temporadas como futbolista profesional juega en la Primera B, defendiendo los colores de Universidad de Concepción (1999) y Cobresal, donde se retira a fines de la temporada 2000.

## Clubes
| Club                      | País  | Año       |
| ------------------------- | ----- | --------- |
| Regional Atacama          | Chile | 1989-1994 |
| Huachipato                | Chile | 1995-1998 |
| Universidad de Concepción | Chile | 1999      |
| Cobresal                  | Chile | 2000      |